# Reykjabók
Reykjabók (AM 468 4°) är en isländsk pergamenthandskrift från 1300-talets början, som innehåller den äldsta bevarade texten till Njáls saga. Handskriften består av 94 blad, men två av de ursprungliga bladen saknas. Det ena av dessa ersattes på 1600-talet med en kopia, vars skrift dock numera är så otydlig att den knappast går att läsa. Den andra lakunen – som inte har ersatts – uppstod lyckligtvis inte förrän efter det att en mycket omsorgsfull avskrift av hela kodexen hade gjorts på 1700-talet.
Av handstilen att döma är huvudtexten präntad av samme skrivare, som dock är okänd. I marginalen på flera blad har någon vid en senare tidpunkt lagt till ett flertal skaldestrofer, som inte finns i andra versioner av sagan.
Reykjabók har fått sitt namn efter gården Reykir i Midfjorden (Miðfjörður) på norra Island, där bokens förste till namnet kände ägare, Ingjaldur Illugason, residerade fram till sin död år 1643. Hans son Jón, som studerade i Köpenhamn, förde boken till Danmark där han gav den till Þorkell Arngrímsson – den kände Arngrímur Jónssons son. Þorkell överlämnade i sin tur kodexen år 1652 till orientalisten, professor Jacob Golius i Leiden, där den förblev tills den efter professorns död kom på auktion år 1696 och inköptes av boksamlaren Niels Foss, som återförde den till Danmark. Árni Magnússon förvärvade boken av Foss år 1707 och sände den till Island, där hans bror Jón Magnússon noggrant kopierade hela handskriften. (Kopians signum är AM 467 4°.) Kodexen återsändes senare till Árni i Köpenhamn och ingår nu i Den Arnamagnæanske Samling.